# Sinal de visto
O sinal de visto, também conhecido como sinal de verificação,  é uma marcação  (✓, ✔, ☑, etc.) utilizada para indicar o conceito "sim" como, por exemplo "sim, isto foi verificado" ou "sim, esta é a resposta correta", em contraste com o sinal de marcação (x), embora esse também possa denotar afirmação (em papel de votação).
Um sinal de visto colorido em forma de arco-íris foi também usado como logo do Amiga durante a era Commodore (1985–1994).

## Histórico
A história deste símbolo não tem uma origem clara. De acordo com especialistas em história, a origem deste símbolo pode ser encontrada na Roma Antiga, quando as pessoas marcaram itens nas listas com uma letra V, que em latim seria veritas (verdade). Outras versões colocam os gregos como inventores de símbolos de aprovação e rejeição.

## Unicode
Unicode proporciona vários símbolos relacionados, incluindo:
| Símbolo | Código Unicode (Hex) | Nome oficial          |
| ------- | -------------------- | --------------------- |
| ✓       | U+2713               | CHECK MARK            |
| ✔       | U+2714               | HEAVY CHECK MARK      |
| ☑       | U+2611               | BALLOT BOX WITH CHECK |